# Гора (сельское поселение Давыдовское)
Гора — село (ранее деревня) в Орехово-Зуевском городском округе Московской области России. Входило в состав сельского поселения Давыдовское (до середины 2000-х — Давыдовский сельский округ). Население — 115 чел. (2010).

## История

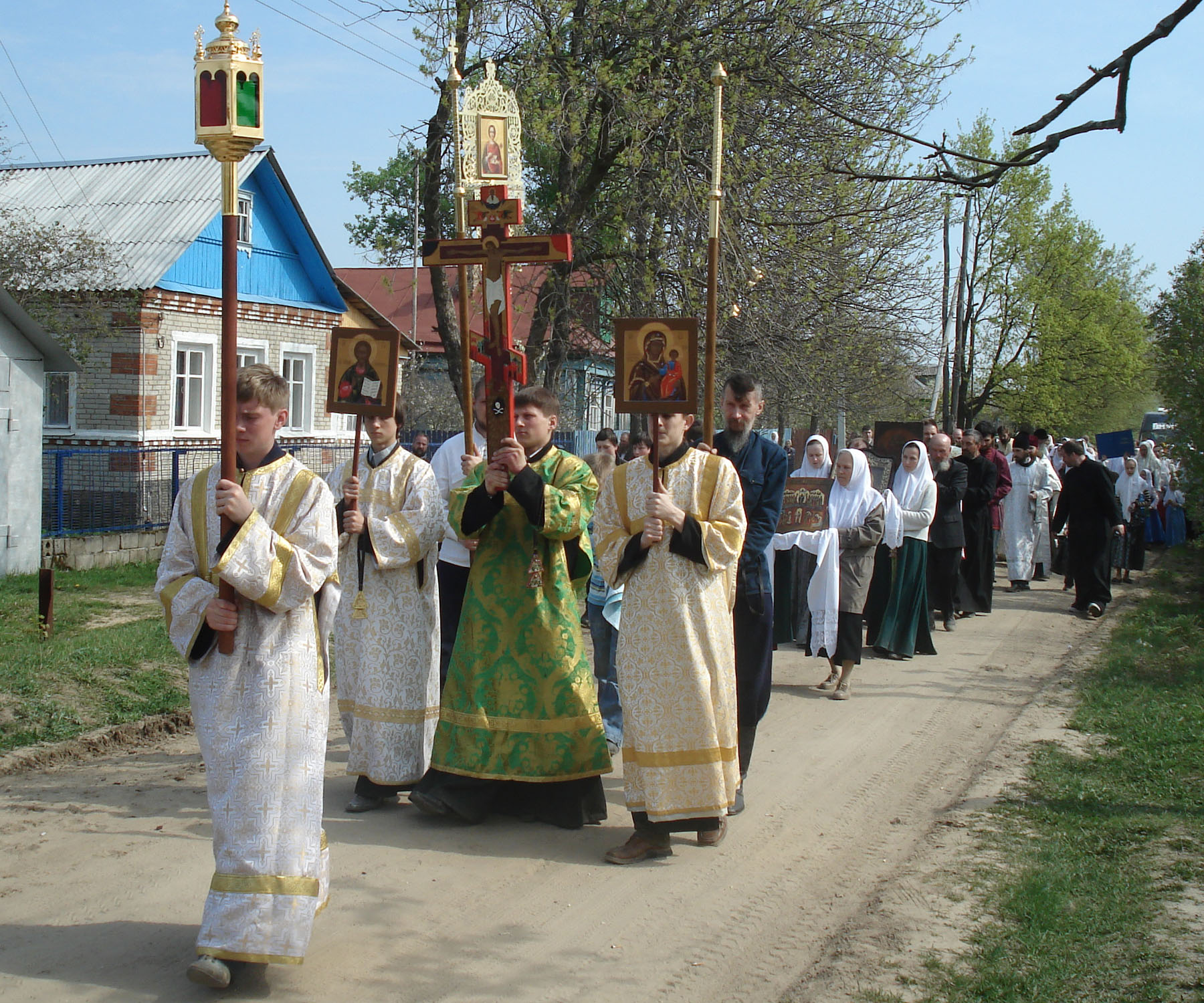
Старообрядческий крестный ход в деревне Гора.
2 мая 2008.

Село расположено в исторической местности Заход (часть Гуслиц). В исторических документах населённый пункт известен как минимум с 1646 года. В XIX веке это была часть Запонорской волости Богородского уезда Московской губернии. В XIX веке подавляющее большинство жителей деревни были старообрядцами. Как и во многих других деревнях Гуслиц, в Горе было развито искусство иконописи.

## Население
В 1852 году в деревне насчитывалось 39 дворов и 387 жителей (184 мужчины и 203 женщины). К 1862 году население увеличилось незначительно — 46 дворов и 389 жителей (188 мужчин и 201 женщина). В 1925 году в деревне было 74 двора и 398 жителей.
По данным 1997 года, население деревни Гора составляло 145 человек. Согласно Всероссийской переписи, в 2002 году в деревне проживало 128 человек (52 мужчины и 76 женщин). По данным на 2005 год в деревне проживало 129 человек.
| 1926 | 2002 | 2006 | 2010 |
| ---- | ---- | ---- | ---- |
| 409  | ↘128 | ↗129 | ↘115 |

## Расположение
Гора расположена примерно в 24 км к югу от центра города Орехово-Зуево и в 5 км северо-западнее города Куровское. Ближайшие населённые пункты — деревни Давыдово, Ляхово, Елизарово и Костино. В 2 км западнее деревни расположена станция Давыдово Большого кольца МЖД. В селе Гора имеется большой пруд.